# ねじり天秤

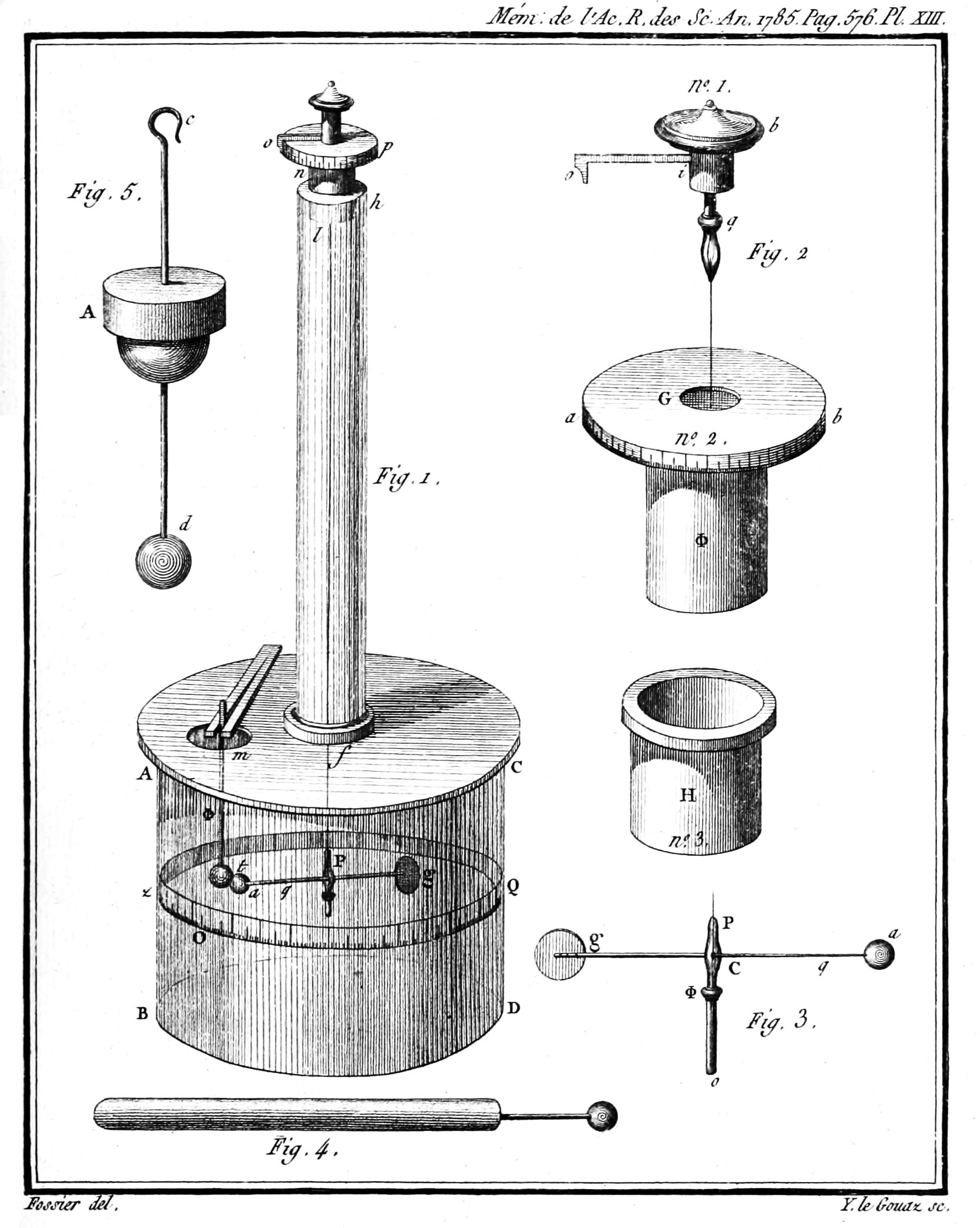
ねじり天秤の描画。クーロンの研究論文(1785年発表)の図版13から。

ねじり天秤の描画。

ねじり天秤（ねじりてんびん、英: Torsion balance）とは、電荷を与えた2つの小球の間にはたらく力とその距離、電荷の関係を調べるための実験器具である。
ガラスで出来た容器の中に、コルクの小球を固定して吊り下げ、それに接触する位置に、棒の両端に繋がった2つの小球が金属線で平行に吊り下げられている。固定した小球に電荷を与えると、接触している小球に電荷が移動し、2つの小球の間に斥力がはたらく。その斥力により小球が離れると、繋がった棒を吊るした金属線がねじれ、そのねじれ角を容器の内部に書かれた目盛りで測ることで、はたらく力の大きさを知る事が出来る。
1785年にシャルル・ド・クーロンが、この実験器具をもとにクーロンの法則（静止した2つの点電荷の間にはたらく力はそれぞれの電荷量の積に比例し、距離の2乗に反比例するという法則）を発見した。